# Tóth Szabolcs (szitárművész)
Tóth Szabolcs (1969 –) szitárművész, zeneszerző, zenész.
Szitárművészként többször adott élő koncertet az Indiai Nemzeti Televízióban. Rendszeres szereplője az indiai, nyugat-európai, amerikai színpadoknak, ahol világhírű tablások kísérik játékát. 
Korábban színházi-, film-, reklám-zeneszerzőként dolgozott. Alapító tagja a Budbudas, a Bëlga és a The Carbonfools zenekaroknak. Az indiai klasszikus zenével való találkozás azonban gyökeresen megváltoztatta az életét.

## Tanulmányai
Mestere, a gayaki ang, vagyis az "éneklő szitár" jelenlegi egyik legkiválóbb szitárjátékosa, Pandit Rajeev Janardan fiának fogadta és ezzel első nem indiai születésű, magántanítványa lett.
Mestere mellett olyan kiválóságok tanították még, mint a Shankar-gitár legnevesebb művésze, Dr. Kamala Shankar, vagy a tablajátékos Pandit Vinode Pathak. Khyal éneket és tablajátékot, valamint zenetörténetet tanult Delhi legrégebbi zenei egyetemén a Gandharva Mahavidhyalaya-n. Jelenleg is folytatja tanulmányait mesterénél, akivel számos esetben szerepelt egy színpadon. Szólókoncereteket olyan nagyszerű tablások kíséretében adott Indiában és Európa számos nagyvárosában, mint Pandit Vinode Pathak, Anil Moghe, Hanif Khan vagy akár Pundlik Bhagwat, akit 2005-ben Magyarországon is hallhatott a közönség. 2003-ban és 2006-ban az Indiai Nemzeti Televízióban adott koncertet.

## Rádióműsor
Alap címmel 2002 óta van hetente 2 órában jelentkező indiai klasszikus zenei műsora a Tilos Rádióban, ahol 14 stúdiókoncertre is sor kerülhetett. E mellett van egy szemléletmagazin jellegű beszélgetős műsora, 3. utas címmel. Korábban számos más zenés, beszélgetős műsort vezetett a Tilos Rádióban Márkos Albert, Parakovács Imre, Kiskádár Tamás társaságában.

## Filmzenéi
- Rupa butikja (2017)[1] magyar-indiai dokumentumfilm
- Gyilkosok (1999)[2] magyar filmdráma

## színházi zenéi
- Hajsza (2002)[3] táncjáték, Szegedi Kortárs Balett

- Promenád (2013)[4] Artus és a Stereo Akt előadása

- Szétültetlek! - adventi randalírozás (2013)[5] Stereo Akt

- Before I die (2014) [6]Táp Színház és Stereo Akt

- Felülről az ibolyát (2014)[7] Stereo Akt

- Close Encounters of the Different Kind (2015)[8]Stereo Akt

- Kézfogó (2015)[9] performansz, Stereo Akt

- Etikett avagy A tökéletes ember (2016)[10] Stereo Akt

- Az óceán kincsei (2020)[11] táncelőadás, Sivasakti Kalánanda Táncszínház

- Freskó (2021)[12] táncelőadás, Sivasakti Kalánanda Táncszínház

- Az Úton (2021)[13] táncelőadás, Sivasakti Kalánanda Táncszínház

- Tara teknõje (2022) [14] morfomán Tara-szertartás, vizuális mozgásszínházi előadás, Élőkép Színház

- Kör-relációk  (2023)[15] Rekonstruált bolygóállítások - filozofikus vizuális színház, Élőkép Színház

- „A művészet esszenciája...” (2024)[16] táncelőadás, Sivasakti Kalánanda Táncszínház

- Csitrakári (2025)[17] táncelőadás, Sivasakti Kalánanda Táncszínház

- Tánc 3x (2025)[18]táncelőadás, Jobbágy Bernadett, Magyari Zsolt

## Koncertszervezés
Halmos András segítségével 2005 óta szervezi a Trafó – Kortárs Művészetek Háza Indiai Klasszikus Zene Mesterei sorozatát. Ennek keretében sorban bemutatkozhattak, iskolától és a képviselt hagyománytól függetlenül, olyan világhíres előadók, mint Padma Vibhushan Shivkumar Sharma, Padma Vibhushan Birju Maharaj, Padma Vibhushan Hariprasad Chaurasia, Padma Vibhushan Balamuralikrishna, Padma Vibhushan Amjad Ali Khan, Padma Bushan Dr. L. Subramaniam, Padma Shri Ramakant Gundecha, Padma Shri Umakant Gundecha, Padma Shri Wasifuddin Dagar, Padma Shri Vishwa Mohan Bhatt, Rajeev Janardan, Dr. Kamala Shankar, Bahauddin Dagar, Kaushiki Chakrabarty, Shujaat Khan, N. Ravikiran, Drubha Ghosh, Biswajit Roy Chowdhary, Arnab Chakrabarty, Vinayak Chittar, Abhijit Banerjee  és Somnath Roy. 2012-ben, a koncertsorozat sikere miatt a Művészetek Palotája is lehetőséget adott indiai zenészek színpadon való megjelenésének.

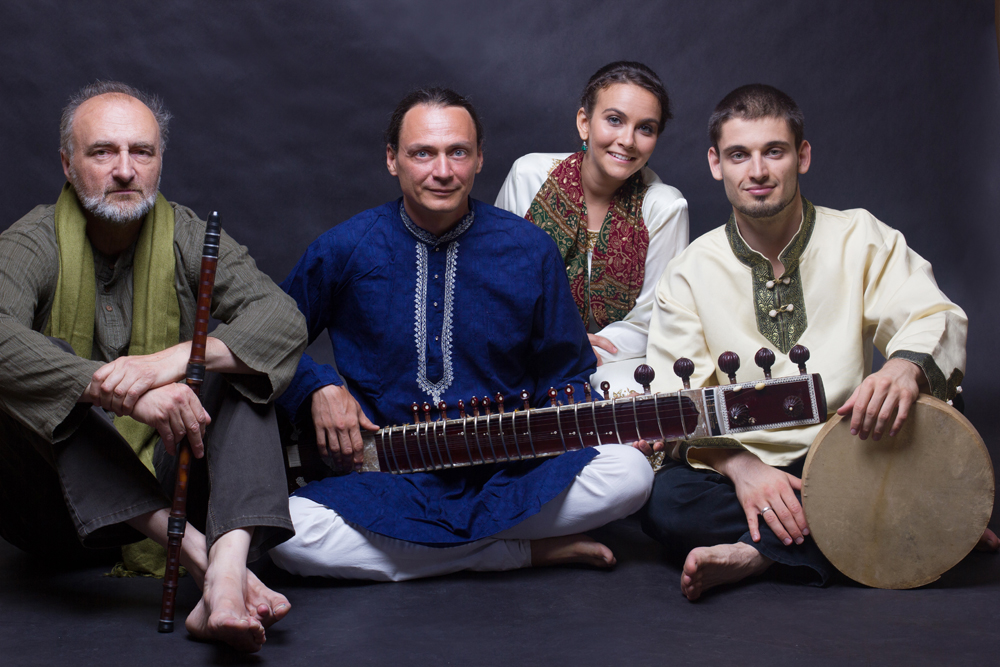
Meshinda

## Előadások
Indiai klasszikus zenét bemutató és az indiai előadóművészetek kultúrtörténetét ismertető előadás-sorozatokat tartott A Tan Kapuja Buddhista Főiskola, a Liszt Ferenc Zeneművészeti Egyetem, az ELTE, a Moholy-Nagy Művészeti Egyetem és a Szegedi Tudományegyetem, illetve Indiában a Benáreszi Hindu Egyetem, illetve a Jabalpur Bhatkhande Sangeet hallgatóinak.

## Weboldalak
http://raga.hu/hu címen elkészítette az első olyan magyar nyelvű weboldalt, amely a hindusztáni zene rendszerét magyarázza 108 oldal és a hozzájuk kapcsolódó interaktív rendszer segítségével. A http://raga.hu/en/ oldal angol nyelvű verziójának elkészülte után a weboldalt számos nemzetközileg elismert zenei iskola beemelte az indiai zenei oktatási forrásanyagába.
Jelenleg aktív zenekarai:
- Layanda
- Meshinda